# Birgitta Olsson (friidrottare)
Agneta Inger Birgitta Olsson, född 7 november 1954 i Bjursås församling i Kopparbergs län, är en svensk före detta friidrottare (diskuskastning). Hon tävlade för Falu IK (moderklubb) och Bellevue IK.